# 趙聿修
趙聿修，OBE，JP （英語：Chiu Lut-sau，1905年—1974年6月8日），香港已故商人及教育家，歷任香港寶安商會主席，是榮華的創辦人。

## 生平
趙聿修祖籍廣東寶安，生前為元朗區基礎教育出力，歷任元朗公立中學校董會主席，以及光大學校、光明學校、寶安商會一二校校監等。
趙聿修為元朗區光大學校與光明學校始創人，光大學校於1939創校於立元朗舊墟長盛街，光明學校則於1946年創校於元朗大旗嶺。至1972年因元朗區環境之需要，二校合而為一，仍以光明學校為校名。後來，因大旗嶺校址被列作政府發展藍圖內，已故校監趙樹勳先生（趙聿修長子）及校董會向教育司署申請並獲批准水邊圍邨新建校舍，1981年遷移至水邊圍村新校舍上課。2006年，學校轉為全日制，下午校遷到雞地元政路千禧校舍，定名為光明英來學校。
1959年擔任寶安商會主席時，策劃在九龍大坑東棠蔭街籌建「寶安商會學校」，學校在1962年落成，由於地區發展，學校已於2006年結束。
1969年開始在九龍元洲街邨籌辦「寶安商會第二學校」，學校在1979年落成。由於元洲街邨全邨清拆改建發展，1991年學校停辦，教育局其後在東涌選派另一校舍，開辦「寶安商會溫浩根小學」。
1970年代初葉，元朗區人口持續增長，區內公立中學嚴重供不應求，趙聿修多次向教育司署（即今教育局）提出辦學訴求。
1974年6月，趙聿修逝世，辦學遺願由其子嗣繼承，從其教育基金捐出港幣一百萬元。香港政府隨後於1976年批准興建校舍，以趙聿修紀念中學命名，趙聿修紀念中學亦於1979年開始授課。
1960至70年期間，元朗區表演埸地不多，1979年趙聿修紀念中學落成後，區域市政局用該校禮堂作為社區文娛中心，為區內舉辦文康表演，2000年區域市政局耗資在聿修堂鄰近興建元朗劇院，統籌區內文娛康樂活動。
1950年由趙聿修、呂重德發起建造圓玄學院，於1953年3月15日舉行開幕。圓玄學院坐落於荃灣三疊潭旁，是香港同時供奉佛、道、儒三教的寺廟。院中「藏經閣」存集儒、釋、道三教經典及中外研究書刊。

## 以趙聿修命名的設施
- 趙聿修紀念中學
- 聿修堂

## 另見
- 榮華餅家
- 思源別墅（現屏山康屏花園）